# 2020年夏季奥林匹克运动会毛里塔尼亚代表团
2020年夏季奥林匹克运动会毛里塔尼亚代表团是毛里塔尼亚所派出的，因2019冠状病毒病疫情而延期至2021年举办的第32届夏季奥林匹克运动会的代表团。这是该国第十次参加夏季奥运。

## 田径
毛里塔尼亚有两名田径运动员获外卡邀请，得以参加奥运。
注
- 径赛运动员的预赛、1/4决赛和半决赛排名是该运动员所在小组的排名，而非总排名
- Q = 直接晋级至下一轮
- q = 径赛：因在所有未直接晋级选手中成绩靠前而获得剩下的晋级名额；田赛：未达到晋级标准成绩但总排名靠前

径赛和公路赛
| 运动员          | 项目       | 预赛        | 预赛 | 1/4决赛 | 1/4决赛 | 半决赛 | 半决赛 | 决赛   | 决赛   |
| 运动员          | 项目       | 成绩        | 排名 | 成绩    | 排名    | 成绩   | 排名   | 成绩   | 排名   |
| --------------- | ---------- | ----------- | ---- | ------- | ------- | ------ | ------ | ------ | ------ |
| Abidine Abidine | 男子5000米 | 14:54.80 PB | 19   | 不適用  | 不適用  | 不適用 | 不適用 | 未晋级 | 未晋级 |
| Houlèye Ba      | 女子100米  | 15.26 PB    | 9    | 未晋级  | 未晋级  | 未晋级 | 未晋级 | 未晋级 | 未晋级 |